# Neptis antigone
Neptis antigone är en fjärilsart som beskrevs av John Henry Leech 1890. Neptis antigone ingår i släktet Neptis och familjen praktfjärilar. Inga underarter finns listade i Catalogue of Life.